# (7171) Arthurkraus
(7171) Arthurkraus – planetoida z pasa głównego asteroid okrążająca Słońce w ciągu 3 lat i 206 dni w średniej odległości 2,33 j.a. Została odkryta 13 stycznia 1988 roku. Przed nadaniem nazwy planetoida nosiła oznaczenie tymczasowe (7171) 1988 AT1.